# Olinguito
Olinguito je sisavac iz roda Bassaricyon iz porodice rakuna (Procyonidae). Otkriven je 15. kolovoza 2013., a obitava u šumama središnje Kolumbije i zapadnog Ekvadora. Ovo je prva nova vrsta otkrivena na zapadnoj polutci u posljednjih 35 godina. Olinguito na španjolskom znači mali olingo.
Olinguito teži oko 900 grama, što ga čini najmanjim rakunom. Životinja je svežder. Hrani se mahom voćem (kao što su smokve), ali jede i kukce i nektar. Smatra se samotnjakom i noćnom životinjom. Može ga se naći u sjevernim Andama na 1 500 do 2 750 metara nadmorske visine. Zbog umiljatog izgleda olinguito je prozvan plišanim medvjedićem.
Otkriće nove životinje objavili su 15. kolovoza 2013. Kristofer Helgen, kustos za sisavce Nacionalnog muzeja prirodne povijesti Smithsonian, Ronald Kays, stručnjak za olingoe Sjevernokarolinskog prirodoslovnog muzeja i suradnici. Helgen je otkrio novu vrstu našavši par primjeraka u čikaškom muzeju, te koristeći testiranje DNK kako bi potvrdio kako je riječ o novoj vrsti. Olinguite su ljudi redovno viđali i čak su bili izloženi u zoološkim vrtovima dok nije prepoznato kako su posebna vrsta, a ne olingoi. Primjer je Ringerl, olinguito koji je živio u zoološkom vrtu u Washingtonu D.C. i bio premještan u još nekoliko zooloških vrtova. Bezuspješno je pokušavano Ringerl razmnožiti s olingoima, ne shvaćajući kako je riječ o različitim vrstama. Ringerl je uginula 1976. godine. U budućnosti se planira usporediti DNK olinguita s DNK ostalih olingoa.